# تيرالبا
تيرالبا، (بالإنجليزية: Terralba)‏، هي بلدية، وأسقفية كاثوليكية سابقة في مقاطعة أوريستانو، في منطقة جزيرة سردينيا الإيطالية، وتقع على بعد حوالي 70 كم (43 ميل) شمال غرب كالياري، وحوالي 20 كم (12 ميل) جنوب أوريستانو.

## السكان
في سنة 1861 بلغ عدد السكان 4٬041 نسمة، وتطور العدد ليصل في سنة 2011 لـ 10٬440 نسمة.
يظهر هذا المخطط البياني تطور النمو السكاني لـ تيرالبا